# Distrito Histórico de Andrew Dickhaut Cottages
El Distrito Histórico de Andrew Dickhaut Cottages abarca una colección de cabañas de trabajadores históricas en el vecindario Smith Hill en la ciudad Providence, la capital del estado de Rhode Island (Estados Unidos). Entre las viviendas se encuentra la casa Dickhaut, que era la del constructor Andrew Dickhaut. Las cabañas están ubicadas en 114-141 Bath Street (números impares), 6-18 Duke Street (números pares) y la casa Dickhaut está ubicada en 377 Orms Street. Son estructuras de armazón de madera de un piso y medio, ubicadas en lotes pequeños cerca de la acera. Los de la calle Bath se construyeron en 1882, mientras que los de la calle Duke, en 1892. Esta colección representa una colección notablemente bien conservada de viviendas para trabajadores, una forma de construcción que a menudo está mal documentada.